# ケニアの国旗
ケニアの国旗（ケニアのこっき、Flag of Kenya）は、独立に伴い1963年12月12日に制定された。黒は国民、赤は独立のために流れた血、緑は豊かな自然、そして白は平和と誠実さを表している。中央にあるのはマサイ族の盾と槍。

?軍艦旗
ケニア空軍旗

## 歴史的な旗

?植民地時代（ウィツ保護領）の旗
?植民地時代（イギリス領東アフリカ・ケニア植民地）の旗。1895年から1963年。

## 大統領旗

?初期の大統領旗。1963年から1970年。
?ジョモ・ケニヤッタ政権時代の大統領旗
?モイ政権時代の大統領旗
?キバキ政権時代の大統領旗
ウフル・ケニヤッタ政権の大統領旗
ウィリアム・ルト政権の大統領旗